# Zonosaurus maramaintso
Zonosaurus maramaintso — вид ящірок родини геррозаврових (Gerrhosauridae). Ендемік Мадагаскару.

## Поширення і екологія
Zonosaurus maramaintso відомі з типової місцевості, розташованої в районі Антсалова у регіоні Мелі, на заході острова Мадагаскар. Вони живуть в сухих тропічних лісах.